# Dicliptera pallida
Dicliptera pallida är en akantusväxtart som beskrevs av Emery Clarence Leonard. Dicliptera pallida ingår i släktet Dicliptera och familjen akantusväxter. Inga underarter finns listade i Catalogue of Life.